# Lekkoatletyka na Letnich Igrzyskach Olimpijskich 1960 – dziesięciobój mężczyzn
Dziesięciobój mężczyzn podczas XVII Letnich Igrzysk Olimpijskich w Rzymie rozegrano 5 i 6 września 1960 na Stadio Olimpico. Zwycięzcą został reprezentant Stanów Zjednoczonych Rafer Johnson, który w ustanowił rekord olimpijski uzyskując wynik 8392 punkty (według obecnie obowiązującej tabeli 7926 punktów).

## Rekordy

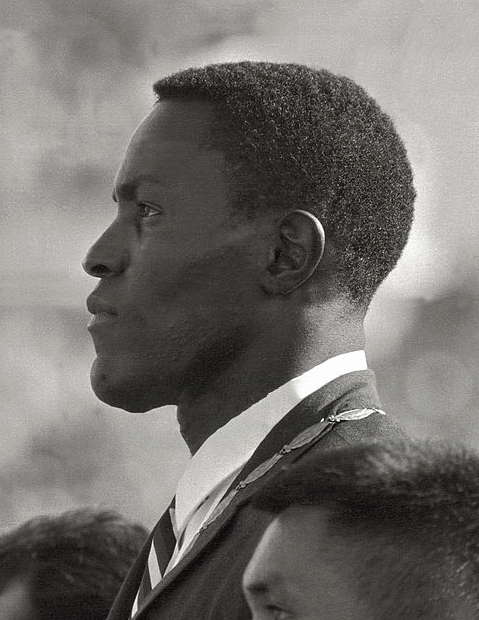
Rafer Johnson

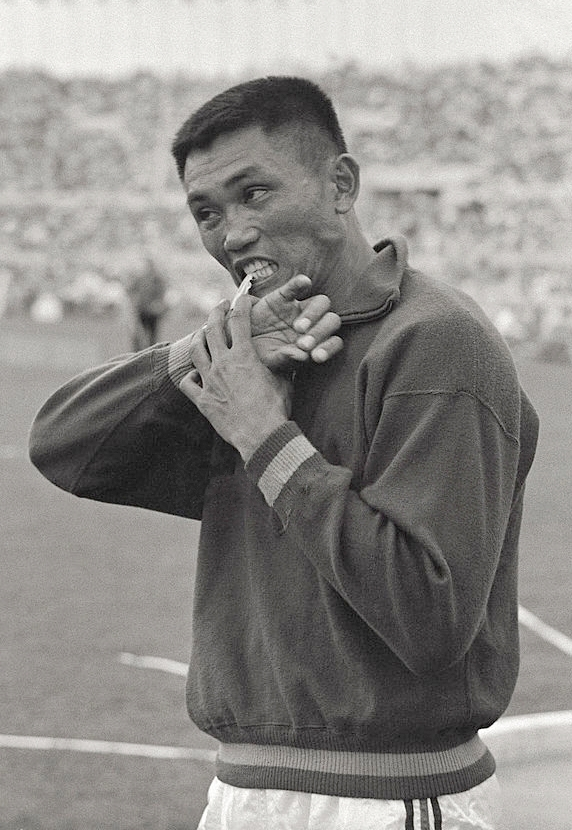
Yang Chuan-kwang

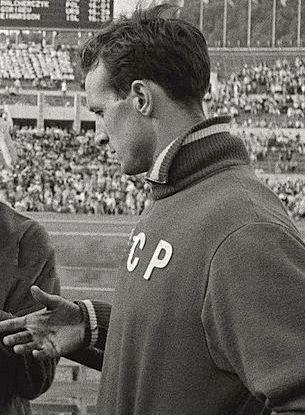
Wasilij Kuzniecow

|                   | Zawodnik      | Narodowość        | Wynik       | Data                   | Miejsce   |
| ----------------- | ------------- | ----------------- | ----------- | ---------------------- | --------- |
| Rekord świata     | Rafer Johnson | Stany Zjednoczone | 8683 (7981) | 9 lipca 1960(dts)      | Eugene    |
| Rekord olimpijski | Milt Campbell | Stany Zjednoczone | 7937 (7565) | 30 listopada 1956(dts) | Melbourne |

## Wyniki
| Poz. - pozycja |
| – rekord świata \| – rekord krajowy \| – rekord życiowy \| = – wyrównany rekord życiowy \| · – najlepszy wynik w sezonie \| = – wyrównany najlepszy wynik w sezonie \| – rekord olimpijski |
| Fn – falstart \| DNF – nie ukończył \| DNS – nie wystartował \| DSQ – zdyskwalifikowany |

| Poz. | Zawodnik                 | Punkty        | 100    | W dal  | Kula    | Wzwyż  | 400    | 110 ppł | Dysk    | Tyczka | Oszczep | 1500   |
| ---- | ------------------------ | ------------- | ------ | ------ | ------- | ------ | ------ | ------- | ------- | ------ | ------- | ------ |
| 1    | Rafer Johnson            | 8392 (7926)   | 10,9 s | 7,35 m | 15,82 m | 1,85 m | 48,3 s | 15,3 s  | 48,49 m | 4,10 m | 69,76 m | 4:49,7 |
| 2    | Yang Chuan-kwang         | 8334 (7839)   | 10,7 s | 7,46 m | 13,33 m | 1,90 m | 48,1 s | 14,6 s  | 39,83 m | 4,30 m | 68,22 m | 4:48,5 |
| 3    | Wasilij Kuzniecow        | 7809 (7557)   | 11,1 s | 6,96 m | 14,46 m | 1,75 m | 50,2 s | 15,0 s  | 50,52 m | 3,90 m | 71,20 m | 4:53,8 |
| 4    | Jurij Kutenko            | 7567 (7442)   | 11,4 s | 6,93 m | 13,97 m | 1,80 m | 51,1 s | 15,6 s  | 45,63 m | 4,20 m | 71,44 m | 4:44,2 |
| 5    | Eef Kamerbeek            | 7236 · (7237) | 11,3 s | 7,21 m | 13,76 m | 1,80 m | 51,1 s | 14,9 s  | 44,31 m | 3,80 m | 57,49 m | 4:43,6 |
| 6    | Franco Sar               | 7195 · (7174) | 11,4 s | 6,69 m | 13,89 m | 1,80 m | 51,3 s | 14,7 s  | 49,58 m | 3,80 m | 55,74 m | 4:49,2 |
| 7    | Markus Kahma             | 7112 (7181)   | 11,5 s | 6,93 m | 14,55 m | 1,75 m | 50,5 s | 15,9 s  | 44,93 m | 3,60 m | 60,50 m | 4:22,8 |
| 8    | Klaus Grogorenz          | 7031 (7114)   | 10,8 s | 6,93 m | 12,42 m | 1,73 m | 48,0 s | 16,9 s  | 40,12 m | 3,70 m | 60,81 m | 4:27,0 |
| 9    | Jože Brodnik             | 6918 (7042)   | 11,6 s | 6,91 m | 12,30 m | 1,80 m | 51,0 s | 15,7 s  | 37,66 m | 4,10 m | 65,30 m | 4:37,7 |
| 10.  | Manfred Bock             | 6894 (7037)   | 11,4 s | 6,79 m | 12,03 m | 1,85 m | 50,5 s | 16,1 s  | 37,69 m | 3,90 m | 63,63 m | 4:27,6 |
| 11.  | Fritz Vogelsang          | 6767 (6912)   | 11,3 s | 6,94 m | 11,78 m | 1,70 m | 50,0 s | 15,3 s  | 37,03 m | 4,00 m | 52,61 m | 4:27,7 |
| 12.  | Seppo Suutari            | 6751 (6914)   | 11,1 s | 6,94 m | 14,96 m | 1,83 m | 51,8 s | 15,6 s  | 37,94 m | 3,50 m | 59,86 m | 5:04,8 |
| 13.  | Luciano Paccagnella      | 6279 (6583)   | 11,8 s | 6,73 m | 14,18 m | 1,80 m | 54,3 s | 15,7 s  | 45,67 m | 3,60 m | 48,60 m | 4:55,4 |
| 14.  | Björgvin Hólm            | 6261 (6639)   | 11,8 s | 6,93 m | 13,58 m | 1,75 m | 51,8 s | 16,2 s  | 39,50 m | 3,30 m | 57,45 m | 4:40,6 |
| 15.  | Herman Timme             | 6206 (6530)   | 11,3 s | 6,93 m | 13,19 m | 1,83 m | 51,2 s | 15,7 s  | 39,08 m | 3,30 m | 51,74 m | 5:21,4 |
| 16.  | Walter Meier             | 6000 (6149)   | 11,3 s | NM     | 13,68 m | 1,83 m | 49,5 s | 16,0 s  | 39,18 m | 3,70 m | 47,33 m | 4:30,6 |
| 17.  | Hans Muchitsch           | 5950 (6341)   | 11,5 s | 7,14 m | 11,07 m | 1,80 m | 51,3 s | 15,8 s  | 31,79 m | 3,20 m | 38,44 m | 4:23,3 |
| 18.  | Léopold Marien           | 5919 (6335)   | 11,5 s | 6,62 m | 11,44 m | 1,75 m | 50,5 s | 15,5 s  | 34,28 m | 3,30 m | 44,71 m | 4:40,0 |
| 19.  | Juris Laipenieks         | 5865 (6349)   | 11,6 s | 6,88 m | 12,65 m | 1,65 m | 53,2 s | 17,1 s  | 40,49 m | 3,30 m | 61,44 m | 4:57,5 |
| 20.  | Héctor Thomas            | 5753 (6227)   | 11,1 s | 6,81 m | 13,42 m | 1,75 m | 54,1 s | 16,9 s  | 40,77 m | 3,20 m | 51,15 m | 5:25,2 |
| 21.  | Rodolfo Mijares          | 5413 (5967)   | 11,3 s | 6,20 m | 10,59 m | 1,65 m | 50,5 s | 17,3 s  | 37,55 m | 3,40 m | 43,36 m | 4:49,3 |
| 22.  | George Stulac            | 5198 (5814)   | 12,0 s | 5,92 m | 12,74 m | 1,70 m | 53,0 s | 18,4 s  | 37,35 m | 3,60 m | 50,40 m | 4:59,6 |
| 23.  | Panajotis Epitropopulos  | 4737 (5409)   | 11,7 s | 6,23 m | 12,06 m | 1,73 m | 53,6 s | 18,1 s  | 34,68 m | NM     | 50,66 m | 4:55,0 |
| –    | Jurij Diaczkow           | DNF           | 11,6 s | 7,12 m | 13,22 m | 1,85 m | 50,7 s | 15,3 s  | 37,87 m | 3,80 m | 44,09 m | DNS    |
| –    | Phil Mulkey              | DNF           | 11,5 s | 6,87 m | 14,10 m | 1,83 m | 52,2 s | 18,1 s  | 34,12 m | DNS    | –       | –      |
| –    | Gurbachan Singh Randhawa | DNF           | 11,6 s | 6,87 m | 11,35 m | 1,90 m | 52,0 s | 16,4 s  | DNS     | –      | –       | –      |
| –    | Mirko Kolnik             | DNF           | 11,2 s | 6,93 m | 13,10 m | 1,70 m | 53,9 s | DNS     | –       | –      | –       | –      |
| –    | Alois Büchel             | DNF           | 11,5 s | 6,54 m | 9,79 m  | 1,73 m | DNF    | –       | –       | –      | –       | –      |
| –    | Júlio Santos             | DNF           | 12,0 s | 6,32 m | 10,85 m | 1,65 m | DNF    | –       | –       | –      | –       | –      |
| –    | Dave Edstrom             | DNF           | 11,4 s | 6,39 m | 13,59 m | DNF    | –      | –       | –       | –      | –       | –      |